# Bitwa o Charków (1943)

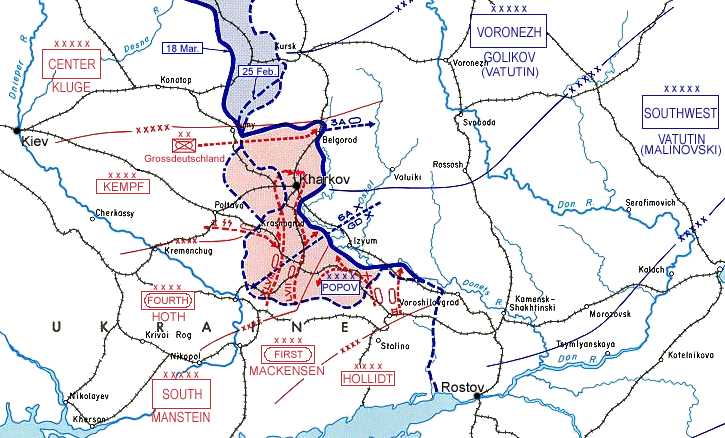
Mapa bitwy o Charków

Bitwa o Charków (1943) – bitwa stoczona pomiędzy wojskami radzieckimi a niemieckimi na froncie wschodnim w dniach od 21 lutego do 18 marca 1943 roku. Dla Niemców jest ona znana pod nazwą kampania doniecka, zaś dla Rosjan jako operacje donbasko-charkowskie. Niemiecki kontratak doprowadził do zniszczenia ok. 52 dywizji radzieckich i odbicia z rąk Sowietów miast Biełgorod i Charków.
Kiedy niemiecka 6 Armia była okrążona pod Stalingradem, Armia Czerwona podjęła serię większych ataków przeciwko reszcie jednostek Grupy Armii „Południe”. 29 stycznia 1943 roku Sowieci rozpoczęli operację „Skaczok”, zaś 2 lutego operację „Zwiezda”, które pomiędzy styczniem a początkiem lutego przełamały niemieckie linie obronne, co doprowadziło do wyzwolenia przez oddziały radzieckie miast Charków, Kursk, Biełgorod, Woroszyłowgrad i Izium. Radzieckie sukcesy spowodowały nadmierne rozciągnięcie jednostek biorących udział w tych operacjach. Podczas ciągłych operacji wojska radzieckie zostały mocno wyczerpane i w niektórych dywizjach radzieckich pozostawało zaledwie 1 tys.–2 tys. żołnierzy. 21 lutego feldmarszałek Erich von Manstein rozpoczął kontrofensywę na Charków, używając w tym celu świeżego II Korpusu Pancernego SS i dwóch armii pancernych.
Pomimo tego, że siły niemieckie miały mniej ludzi niż oddziały Armii Czerwonej, to udało im się oskrzydlić, otoczyć i pokonać jednostki radzieckie na południe od Charkowa. Dzięki temu Manstein mógł ponowić swoją ofensywę na Charków 28 lutego. Pomimo rozkazów nakazujących otoczenie Charkowa od północy II Korpus Pancerny SS uderzył od razu na samo miasto 4 marca. 10 marca oddziały niemieckie podeszły do przedmieść miasta, które po kilkudniowych ciężkich walkach ulicznych, zostało ponownie zdobyte przez 1 Dywizję Pancerną SS 15 marca. Niemcy zdobyli Biełgorod trzy dni później, tworząc wybrzuszenie, które doprowadziło do bitwy na łuku kurskim w lipcu 1943 roku. W wyniku niemieckiej kontrofensywy Sowieci stracili ponad 80 tys. żołnierzy. Walki uliczne w Charkowie były także krwawe dla II Korpusu Pancernego SS, który do połowy marca stracił ok. 4300 żołnierzy. Bitwa ta doprowadziła do stabilizacji frontu wschodniego po katastrofalnej porażce pod Stalingradem.

## Podłoże

### Sytuacja na froncie wschodnim i plany Armii Czerwonej na początek 1943 roku
Klęska 6 Armii pod Stalingradem na kilka tygodni całkowicie oddała inicjatywę w ręce Armii Czerwonej. 
Plan wyzwolenia rejonów dwóch dużych miast, Charkowa i Biełgorodu, powstał już w styczniu. Przedstawiciel Stawki gen. Wasilewski i dowódca Frontu Woroneskiego gen. Filipp Golikow zapoznali z nim naczelne dowództwo 21 tego miesiąca, a dwa dni później uzyskano na jej realizację zgodę Stalina. Operacji, która miała przesunąć front o 250 km, nadano kryptonim „Zwiezda” (z ros. gwiazda). Jej przeprowadzenie powierzono Frontowi Woroneskiemu, nacierającemu na Kursk i Charków, czyli w dwóch różnych kierunkach. Rejon Charkowa miał zostać wyzwolony przez 38. i 40 Armię, 3 Armię Pancerną, 18 Korpus Strzelecki i 6 Gwardyjski Korpus Kawalerii. Do obu armii ogólnych włączono szereg oddziałów przekazanych przez 60 Armię. 38 Armii, złożonej z 240., 167., 206. i 237 Dywizji Strzeleckiej, przekazała ona 232 Dywizję Strzelecką i 253 Brygadę Strzelecką. Wsparcie 38 Armii stanowiły 180., 14. i 150 Brygada Pancerna oraz trzy pułki artylerii. W skład 40 Armii wchodziły 303. i 100 Dywizja Strzelecka przekazane przez 60 Armię oraz 25 Gwardyjska Dywizja Strzelecka, 183., 309., 107., 340. i 305 Dywizja Strzelecka, a także 4., 6., 8. i 129 Brygada Strzelecka. Wsparcie zapewniały: 4 Korpus Pancerny, 10 Dywizja Artylerii, 4 Dywizja Artylerii Rakietowej i 5 Dywizja Obrony Przeciwlotniczej.
Najsilniejszym elementem frontu była 3 Armia Pancerna dowodzona przez gen. Pawła Rybałkę. Składała się ona z 12. i 15 Korpusu Pancernego, 179 Samodzielnej Brygady Pancernej, 48. i 62 Gwardyjskiej Dywizji Strzeleckiej, 184., 160. i 111 Dywizji Strzeleckiej. Tej armii podporządkowany był także 6 Korpus Kawalerii. Siły 3 Armii Pancernej liczyły 57 557 żołnierzy, 223 czołgi (w tym tylko 85 sprawnych), 389 dział kal. 76-152 mm, 1223 moździerze, 189 dział przeciwpancernych, 1353 rusznice przeciwpancerne, 1250 ręcznych i 535 ciężkich karabinów maszynowych. Jak na armię mającą nacierać na odcinku 60 km nie było to zbyt wiele, ale optymistycznie zakładano, że Charków zostanie wyzwolony piątego dnia ofensywy. W rzeczywistości korpusy pancerne nie dysponowały dużą liczbą czołgów i pancerne były jedynie z nazwy. W porównaniu z Wehrmachtem przydzielona artyleria była słaba, podobnie jak wsparcie lotnicze, które zapewniała 2 Armia Lotnicza.
Jednocześnie sytuacja na froncie była na tyle dobra, że dowódca Frontu Południowo-Zachodniego gen. Nikołaj Watutin zamierzał przeprowadzić operację przeciwko Grupie Armii „Don”, wyzwalając Zagłębie Donieckie i wychodząc na jej tyły. W konsekwencji mogło to odciąć odwrót odchodzących przez Rostów nad Donem niemieckich 1. i 4 Armii Pancernej. Swoje plany Watutin przedstawił Stalinowi 20 stycznia i natychmiast otrzymał akceptację. Operacja ta otrzymała kryptonim „Skaczok” (z ros. sus). Nastawienie do jej przebiegu było bardzo optymistyczne. Z rubieży Pokrowskie – Starobielsk zamierzano uderzyć na front Kramatorsk – Artiomowsk, a następnie dalej w kierunku Stalino (ob. Donieck) – Wołnowacha – Mariupol, czyli aż do wybrzeża Morza Azowskiego. Drugie uderzenie z rejonu Kamieńska na Stalino miało doprowadzić do odcięcia w Zagłębiu Donieckim i wokół Rostowa nad Donem znajdujących się tam wojsk niemieckich. Watutin liczył na to, że uda mu się zakończyć operację do 5 lutego 1943 roku. W razie powodzenia jeszcze w czasie zimy planowano wyzwolenie Zaporoża i marsz wzdłuż wybrzeża do odcięcia Krymu. Plany te były całkowicie nierealne, nie dysponowano bowiem odpowiednimi siłami, a przede wszystkim nie było możliwe dostarczenie zaopatrzenia. Cały front miał do dyspozycji 1,3 tys. samochodów ciężarowych i 380 cystern (mogły one przewieźć zaledwie 45% potrzebnego paliwa) oraz 986 czołgów. Mimo takich trudności Watutin zamierzał zorganizować grupę uderzeniową z trzech korpusów pancernych (3., 10. i 18.), trzech dywizji strzeleckich, trzech pułków artylerii przeciwpancernej, trzech pułków moździerzy i trzech pułków lotniczych. Grupa miała przeprowadzić ofensywę z linii Tarasowka – Starobielsk najpierw na Kramatorsk i Artiomowsk, a później na Stalino, Wołnowachę i Mariupol.
Dla Hitlera Zagłębie Donieckie stanowiło cenną zdobycz i nie zamierzał jej oddać. Obawiał się także, że Turcja zachęcona zwycięstwami aliantów, może wesprzeć ich zbrojnie. Aby wzmocnić wojska niemieckie w tym rejonie, w styczniu ściągnięto z zachodniej Europy sześć dywizji i dwie brygady piechoty. Z północnego Kaukazu odwołano 1 Armię Pancerną, a z rejonów Wiaźmy i Rżewa – siedem dywizji.

### Działania Armii Czerwonej po bitwie o Stalingrad – operacje „Zwiezda” i „Skaczok”
Front Woroneski rozpoczął działania 2 i 3 lutego, atakując z dwóch kierunków. Od północy Charków miały obejść armie 40. i 69. oraz 5 Gwardyjski Korpus Pancerny. Od południa atakowały 3 Armia Pancerna i 6 Gwardyjski Korpus Kawalerii. 60 Armia tego frontu razem z 13 Armią Frontu Briańskiego (dowodzonego przez gen. Maksa Reitera) ruszyły w kierunku Kurska, natomiast 38 Armia nacierająca na Obojań jednocześnie musiała walczyć z niemieckimi oddziałami przebijającymi się z rejonu Gorszecznego i Starego Oskołu. Przerwanie linii frontu poszło dość łatwo i po dwóch dniach 60 Armia przesunęła się o 30 km, wyzwalając miasta Szczigry i Tim. Natomiast 13 Armii udało się osiągnąć linię kolejową Orzeł – Kursk. Dowódca 60 Armii zwiększył tempo natarcia i wydzielił dwie grupy, które zaczęły okrążać miasto i zbliżyły się do niego wieczorem 6 lutego. Po kilkudziesięciu godzinach walk rankiem 8 lutego Kursk został wyzwolony. 60 Armia rozpoczęła marsz na Lgow.
Podobnie przebiegały działania na głównym kierunku natarcia Frontu Woroneskiego. Armie 40., 69. i 3. Pancerna posuwały się w kierunku Charkowa i przełamały niemiecką linię obrony na rzece Oskoł. Ich marsz powstrzymała nie tylko niemiecka obrona, ale także zamiecie śnieżne. W nocy 6 lutego lewe skrzydło 40 Armii zbliżyło się do północnych przedmieść miasta Korocz, a następnego dnia wyparło stamtąd 168 Dywizję Piechoty. Walki o Biełgorod rozpoczęły się 8 lutego, a rankiem następnego dnia miasto zostało wyzwolone. Przełamanie obrony umożliwiło 10 lutego wyjście 40 Armii na przestrzeń operacyjną i zbliżenie się do Charkowa na odległość 55 km. Groźba okrążenia zmusiła niemieckie dowództwo do wycofania swych oddziałów z rubieży rzeki Doniec. Wprowadzenie do akcji 4 Gwardyjskiego Korpusu Pancernego 12 lutego zwiększyło możliwości 40 Armii i przyśpieszyło tempo natarcia. Popełniono jednak błąd i zamiast głębokiego manewru oskrzydlającego skoncentrowano się na wyzwoleniu miasta.
Natarcie 69 Armii na południu przebiegało pomyślnie i po odparciu kontrataku dywizji SS „Das Reich” udało się 9 lutego wyzwolić Wowczańsk, jednak niemiecki opór był coraz silniejszy i natarcie w kierunku Charkowa utknęło. 69 Armii zaczęło brakować piechoty do zdobywania punktów oporu. Z tego samego powodu zatrzymało się natarcie 3 Armii Pancernej, a oddziały wyznaczone do zdobycia przepraw przez rzekę Doniec zostały powstrzymane przez nowo przybyłą na front 1 Dywizję Pancerną SS „Leibstandarte Adolf Hitler”. Od 6 do 9 lutego bezskutecznie próbowano zdobyć przyczółki. Dodatkowo trzeba było walczyć z niemieckimi oddziałami cofającymi się przed wojskami Frontu Południowo-Zachodniego i próbującymi przebić się do Charkowa. Jedynie 6 Gwardyjski Korpus Kawalerii zdołał 9 lutego dojść do rejonu Merefy. W sumie jednak w ciągu dziesięciu dni wojska Frontu Woroneskiego zdołały przejść od 80 do 120 km i osiągnąć rubież Dońca, stwarzając zagrożenie dla wojsk wokół Charkowa. Zwiększyło się ono po pomyślnym przebiegu działań w kierunku na Pawłograd i Krasnoarmiejsk. Do obrony Charkowa dowództwo niemieckie wycofało z frontu dywizje SS „Das Reich” i „Leibstandarte Adolf Hitler”. Ponadto utworzono w tym celu specjalny korpus złożony ze 168 Dywizji Piechoty, dywizji „Grossdeutschland” i 167 Dywizji Piechoty pozostającej dotychczas w rezerwie.
Podczas gdy Niemcy przygotowywali obronę miasta, Armia Czerwona powoli je otaczała, pozostawiając jedynie wąski korytarz od strony południowej. Od północy zbliżała się 40 Armia, od wschodu 69 Armia, a od południowego wschodu 3 Armia Pancerna. Natomiast 6 Armia Frontu Południowo-Zachodniego dotarła do linii kolejowej Łozowa–Charków. Skierowanie do utrzymania Charkowa II Korpusu Pancernego SS, złożonego z trzech dywizji wyposażonych w 172 czołgi PzKpfw III, 95 PzKpfw IV, 28 PzKpfw VI Tiger i 49 innych, nie było rozsądnym pomysłem i dowódca korpusu chciał go wycofać. Spotkał się jednak z odmową, a do tego w momencie zbliżenia się Sowietów 16 lutego do przedmieść skierowano tam jeszcze dywizję SS „Totenkopf”. Kiedy na ponowną propozycję wycofania udzielono negatywnej odpowiedzi, dowódca na własną rękę zarządził ewakuację korpusu, bardziej przydatnego na otwartych przestrzeniach. W efekcie część korpusu opuściła miasto, pozostawiając wiele sprzętu. Znacznie osłabiona niemiecka obrona nie wytrzymała szturmu i do 18 lutego oddziały radzieckie wyzwoliły miasto.

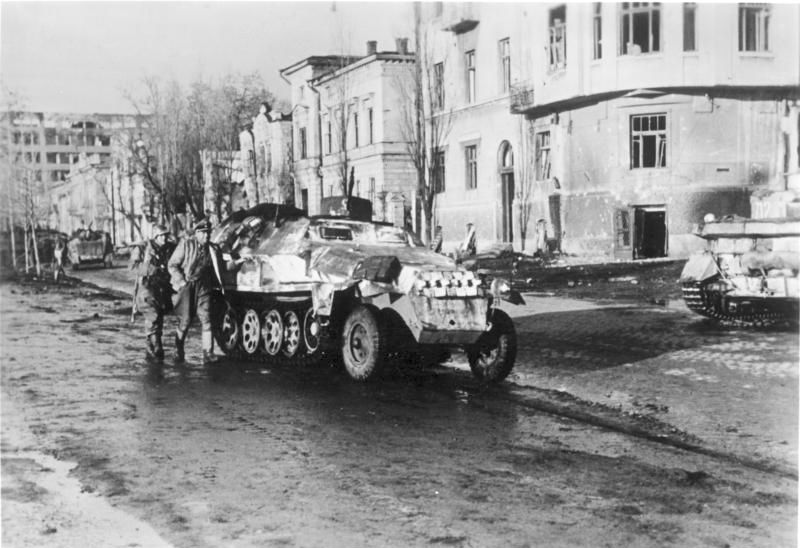
Niemiecki transporter opancerzony na ulicach Charkowa, marzec 1943 roku

Zanim ruszył Front Woroneski, działania rozpoczął Front Południowo-Zachodni. Trzon jego sił stanowiły grupa uderzeniowa złożona z 6 Armii gen. F.M. Charitonowa, grupa ruchoma gen. Markiana Popowa i 1 Gwardyjska Armia gen. Wasilija Kuzniecowa. Do osłony lewego skrzydła wyznaczono 3 Gwardyjską Armię gen. Dmitrija Leluszenki i 5 Armię Pancerną gen. Iwana Szlomina. Armie te miały nacierać bez drugiego rzutu, a grupa Popowa, przewidziana do przerwania frontu, miała tylko 137 czołgów oraz niewielkie zapasy paliwa i amunicji. Wsparcie z powietrza miała zapewniać 17 Armia Lotnicza, licząca 274 sprawne samoloty bazujące na oddalonych lotniskach.
Działania frontu rozpoczęła 6 Armia, ruszając 29 stycznia w kierunku Balaklei. Następnego dnia przystąpiły do walki 1 Gwardyjska Armia, nacierająca na Krasnyj Łyman, i 3 Gwardyjska Armia, uderzając na Debalcewe z zamiarem obejścia Woroszyłowgradu od południa. Między 1 Gwardyjską Armią a 6 Armią wprowadzono grupę Popowa, która szybko się posuwała na południe. Do 19 lutego 6 Armia przebyła 140-180 km, wyzwoliła przy tym Balakleję i Izium oraz zbliżyła się do Krasnogradu. 1 Gwardyjska Armia już 11 lutego wyzwoliła miasto Łozowa, a 4 Gwardyjski Korpus Pancerny z grupy Popowa osiągnął rejon miasta Krasnoarmiejsk.
Marsz oddziałów radzieckich na południe zaczął zagrażać okrążeniem Grupy Armii „Don”. W takiej sytuacji von Manstein zaproponował odejście wojsk tej grupy znad Dońca i Donu na rubież rzeki Mius. Feldmarszałek wezwany 6 lutego przed oblicze Hitlera zdołał go przekonać do swego planu i zgodę na odwrót uzyskał. Wycofanie wojsk rozpoczęto już następnego dnia. Manewr ten pozwolił na znaczną poprawę wojsk niemieckich w tym rejonie, a dodatkowo pozostał on niezauważony przez radziecki wywiad. Tymczasem ofensywa Frontu Południowego gen. Andrieja Jeriomienko, istniejącego od 1 stycznia 1943 roku, prowadzona po wycofaniu się Niemców doprowadziła do wyzwolenia Nowoczerkaska i Rostowa nad Donem. Rzekę Mius wojska frontu osiągnęły 17 lutego, ale dobrze przygotowanej obrony nie zdołały sforsować i front zatrzymał się na północ od Taganrogu.
W tym samym czasie wojska Frontu Południowo-Zachodniego posuwały się w kierunku Dniepru z zamiarem uchwycenia przepraw pod Dniepropietrowskiem i Zaporożem. 6 Armia i 1 Gwardyjska Armia po przejściu 60-80 km były 18 lutego bliskie osiągnięcia tego celu. Na lewym skrzydle frontu 3 Gwardyjska Armia zdołała przerwać niemiecką obronę na niewielkim odcinku. W powstały wyłom wprowadzono 8 Korpus Kawalerii, który miał się poruszać w stronę 1 Gwardyjskiej Armii i dezorganizować niemieckie zaplecze frontu. Zamiast tego 12 lutego kawalerzyści po dojściu do Debalcewe wdali się w walki o to miasto i marsz korpusu został zatrzymany. Jednocześnie przerwano działania 3 Gwardyjskiej Armii. Z powodu braku rezerw i środków do walki w połowie lutego natarcie frontu stanęło. Surowa zima i załamanie się transportu kołowego sprawiły, że prowadzenie walk okazało się niemożliwe. Linii kolejowych nie było lub zostały zniszczone, a odległość do najbliższych baz wynosiła ponad 300 km.
W sumie jednak ofensywa trzech frontów zakończyła się sukcesem. Na odcinku 800 km front został przesunięty o 150-300 km. Wyzwolono tak duże miasta jak Charków, Kursk, Biełgorod i Rostów nad Donem. Powstało też realne zagrożenie dla wojsk niemieckich w Zagłębiu Donieckim. Dlatego też reakcja na nie była niemal natychmiastowa.

## Kontrofensywa Mansteina i odbicie Charkowa

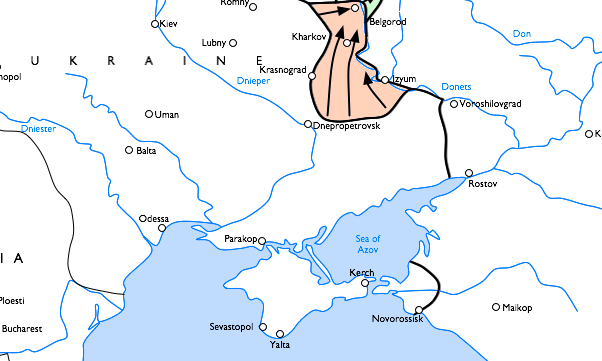
Mapa niemieckiej kontrofensywy pod Charkowem, luty–marzec 1943 roku

W połowie lutego możliwości ofensywne Armii Czerwonej na południu zostały całkowicie wyczerpane. Poniosła ona duże straty w ludziach i utraciła większość czołgów. Dla pozostałych brakowało paliwa i amunicji. Jeszcze gorzej było z amunicją do dział i moździerzy, co uniemożliwiło działania artylerii. Także wsparcie lotnicze, z powodu braku lotnisk umożliwiających objęcie zasięgiem linii frontu, było jedynie teoretyczne. Mimo tak trudnej sytuacji Stalin domagał się dalszych działań ofensywnych. Front Woroneski miał wyzwolić Rylsk, Sumy, Achtyrkę i Połtawę, a następnie nacierać w kierunku Kijowa i osiągnąć rejon tego miasta, zanim ruszą lody na Dnieprze. Fronty Południowo-Zachodni i Południowy miały rozbić niemieckie wojska w Zagłębiu Donieckim i dojść do Dniepru na odcinku od Krzemieńczuka do Dniepropietrowska. Znaczenie miał też aspekt polityczno-propagandowy tych działań. Wyzwolony Charków zamierzano ustanowić tymczasową stolicą Ukraińskiej SRR.
Podczas gdy radzieckie dowództwo snuło nierealne plany, przeciwnik zajmował się konkretnymi działaniami. Uderzenia z rejonów Krasnogradu i na południowy zachód od Krasnoarmiejska zbiegające się pod Pawłogradem miały rozbić kierujące się na Dniepropietrowsk prawe skrzydło Frontu Południowo-Zachodniego. Następnie zamierzano resztki tego frontu odrzucić za Doniec, pobić Front Woroneski i ponownie zająć Charków i Biełgorod. Kolejnym etapem miał być manewr oskrzydlający przeprowadzony na południe od Biełgorodu i na północ od Orła w kierunku Kurska. W założeniu działania te miały zakończyć się rozbiciem Armii Czerwonej na tym odcinku.

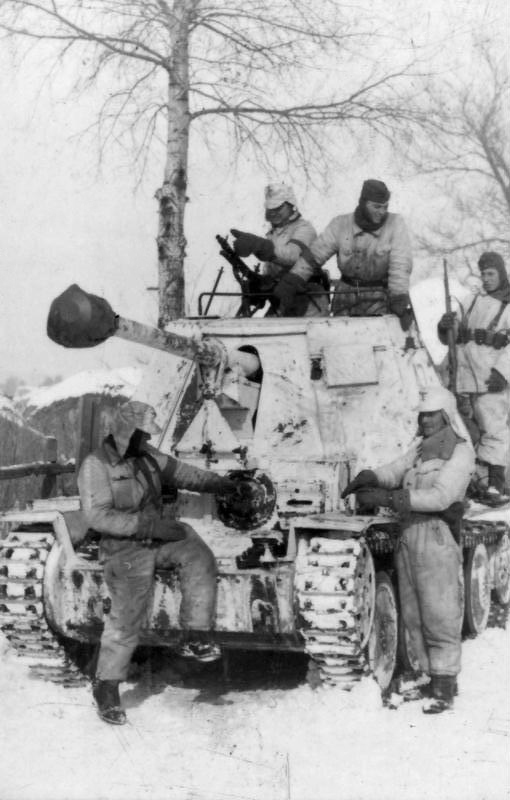
Żołnierze 1 Dywizji Pancernej SS w pobliżu Charkowa, luty 1943 roku

Do kontrofensywy armia niemiecka przygotowywała się w pośpiechu, ale starannie. 13 lutego na bazie Grupy Armii „Don” została utworzona Grupa Armii „Południe”, której podporządkowano wszystkie wojska znajdujące się w pasie od Taganrogu do Grajworonu. Trzon wojsk tej grupy stanowiły 1. i 4. Armia Pancerna oraz grupy operacyjne „Kempf” i „Hollidt”. Dodatkowo stan tej grupy armii uzupełniono siedmioma dywizjami przerzuconymi spod Rostowa i z zachodniej Europy oraz zrekonstruowanym II Korpusem Pancernym SS. Do 18 lutego Grupa Armii „Południe” rozrosła się do 30 dywizji, w tym 13 pancernych i zmechanizowanych. Operację odrzucenia Sowietów rozpoczęto 21 lutego, jeszcze przed zakończeniem przygotowań. 4. Armia Pancerna i II Korpus Pancerny SS spod Krasnogradu uderzyły na prawe skrzydło 6 Armii Frontu Południowo-Zachodniego, a cztery dywizje XL Korpusu Pancernego 1 Armii Pancernej nacierały spod Krasnoarmiejska w kierunku Barwinkowa. Po kilku dniach do działań miał się włączyć XLVIII Korpus Pancerny i zaatakować od południa Pawłograd. W rezerwie miały pozostać dwie dywizje piechoty. Łącznie do przerwania frontu wyznaczono 7 dywizji pancernych i zmechanizowanych oraz 3 dywizje piechoty. Posiadały one ponad 800 czołgów, głównie średnich i nieliczne Tygrysy. Wsparcie lotnicze liczyło ok. 750 samolotów.
Ruchy niemieckich oddziałów w stronę frontu 19 i 20 lutego wykryło radzieckie lotnictwo, ale w dowództwie uznano je za działania osłonowe i nie zmieniono działań dla 6 Armii i grup ruchomych. Także lewe skrzydło Frontu Woroneskiego dalej miało się posuwać na zachód. Jeszcze wieczorem 20 lutego 69 Armia otrzymała rozkaz kontynuowania działań w kierunku na Krasnograd, który był także celem dla 3 Armii Pancernej. Ich działania zatrzymała skierowana w ten rejon dywizja „Grossdeutschland”. Dzień wcześniej w rejonie Krasnoarmiejska niemiecki XL Korpus Pancerny rozpoczął oskrzydlanie grupy ruchomej Frontu Południowo-Zachodniego, zadając jej poważne straty. Gen. Watutin nie wyraził 21 lutego zgody na wycofanie tych oddziałów i rozkazał atakować, choć pozostało im tylko 25 czołgów. Jeszcze bardziej sytuacja skomplikowała się następnego dnia, kiedy niemiecki XLVIII Korpus Pancerny, atakując w kierunku Pawłogradu i dążąc do spotkania z II Korpusem Pancernym SS, zagroził wojskom południowego skrzydła Frontu Południowo-Zachodniego.
Wojska 6 Armii 22 i 23 lutego znalazły się w tak trudnej sytuacji, że pozostał im tylko odwrót na wschód. Nie wszystkie oddziały mogły wykonać taki manewr i znalazły się w okrążeniu. Natomiast 25 Korpus Pancerny, mimo wszystko nacierający na Zaporoże, oddalił się od 6 Armii o 100 km i pozbawiony paliwa znalazł się w okrążeniu. Sytuacja Frontu Południowo-Zachodniego stawała się tragiczna, ale mimo tego Stawka do 25 lutego nie wydała zgody na odwrót. Odchodzenie wojsk frontu na rubież rzeki Doniec trwało do 3 marca podczas ciężkich walk połączonych z dużymi stratami.

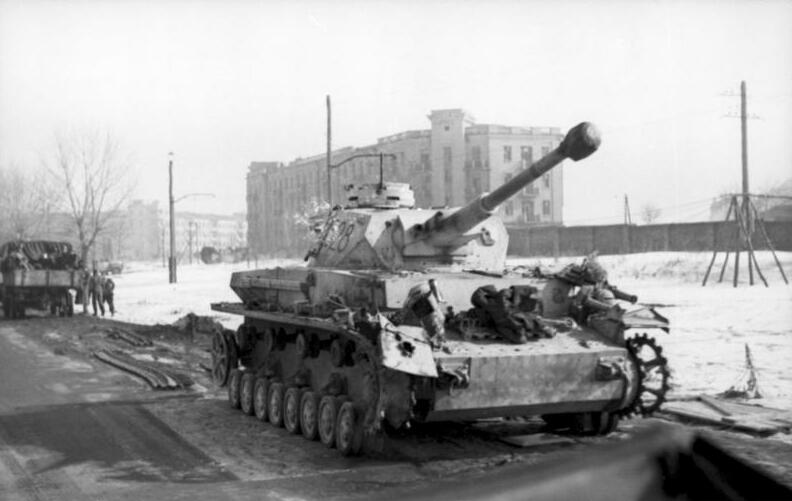
Zniszczony PzKpfw IV należący do 1 Dywizji Pancernej SS w Charkowie

Pomyślny dla Niemców rozwój wydarzeń spowodował, że 28 lutego dowództwo Grupy Armii „Południe” wydało rozkaz bezpośredniego ataku na Charków. Zadanie to miała wykonać 4 Armia Pancerna wzmocniona trzema dywizjami i grupą „Kempf”. W sumie na początku marca lewe skrzydło Frontu Woroneskiego było atakowane przez sześć dywizji pancernych, jedną zmotoryzowaną i dziesięć piechoty. Siły te miały działać na odcinku 150 km. Do zdobycia samego miasta wyznaczono dwa korpusy pancerne i jeden armijny, które miały w składzie pięć dywizji pancernych.
Dopiero w takiej sytuacji dowództwo Frontu Woroneskiego zdecydowało się przerwać operacje zaczepne prawego skrzydła i przygotować armie 38. i 60. do obrony. Natomiast armie 40. i 69. w razie fiaska działań obronnych miały się wycofać na północ od Charkowa, a 3 Armia Pancerna – bronić podejścia do miasta. Jednocześnie w rejon Charkowa przerzucono sześć dywizji i dwie brygady strzeleckie. W rzeczywistości siły przeznaczone do obrony miasta były słabe. Dywizje liczyły po 3,5 tys.–4 tys. ludzi, a cały front miał tylko 70 czołgów. Brakowało uzbrojenia, amunicji, paliwa, żywności i mundurów. Skierowana na pomoc 64 Armia mogła przybyć dopiero 10 marca.
Szturm Charkowa rozpoczął się 4 marca atakiem II Korpusu Pancernego SS i XLVIII Korpusu Pancernego na pozycje 3 Armii Pancernej, której opór był na tyle silny, że w ciągu dwóch dni Niemcy posunęli się tylko o 6-8 km. W takiej sytuacji kierunek ataku został zmieniony 6 marca na styk 69 Armii i 3 Armii Pancernej. Niemieckie oddziały pancerne zdołały w rejonie Walek przerwać front i wejść na 15 km w głąb pozycji wroga. Następnego dnia zwiększono nacisk przez wprowadzenie do walki Korpusu Armijnego „Raus”, co zmusiło 3. Armię Pancerną do cofnięcia się za rzekę Mża. Niemieckiego marszu nie powstrzymało też skierowanie pod Charków kolejnych trzech dywizji strzeleckich.
Dla ratowania położenia na froncie Stawka nakazała 8 marca, aby Front Południowo-Zachodni siłami 2 Korpusu Pancernego Gwardii i trzech dywizji strzeleckich przeprowadził kontratak z rejonu Zmijewa przez Taranowkę w kierunku Nowej Wołogdy na skrzydło i tył wojsk niemieckich. Jednocześnie 40 Armia miała uderzyć na zachód od Ljubotyna. Prowadzone tego i następnego dnia działania nie przyniosły rezultatu. 9 marca przerwa między 69 Armią a 3 Armią Pancerną powiększyła się do 45 km. Następnego dnia miała ona już 60 km. Rzucone na pomoc dwa korpusy pancerne (2. Gwardii i 18.) Frontu Południowo-Zachodniego i rezerwowy 3. Gwardii też niczego nie zmieniły, a poniosły dotkliwe straty. Wieczorem 10 marca wojska niemieckie podeszły do przedmieść Charkowa. Po dwóch dniach walki toczyły się już na terenie miasta. Kiedy po całkowitym okrążeniu Charkowa 14 marca los miasta wydawał się przesądzony, dowódca Frontu Woroneskiego wydał rozkaz o ewakuacji. Do rana 17 marca część oddziałów 3 Armii Pancernej zdołała się wyrwać z okrążenia i przejść na lewy brzeg Dońca.
Nie powiodła się też obrona innych miast w tym rejonie. 12 marca został zajęty Grajworon, 14 marca Borisowka, a 18 marca Biełgorod. Od 20 do 25 marca niemieckie wojska usiłowały jeszcze kontynuować działania ofensywne, ale uniemożliwiła to wcześniejsza niż zwykle odwilż. Sowieci zostali pobici i ponieśli znaczne straty, ale przerwanie frontu na większą skalę i rewanż za Stalingrad nie doszły do skutku.

## Podsumowanie i straty obu stron

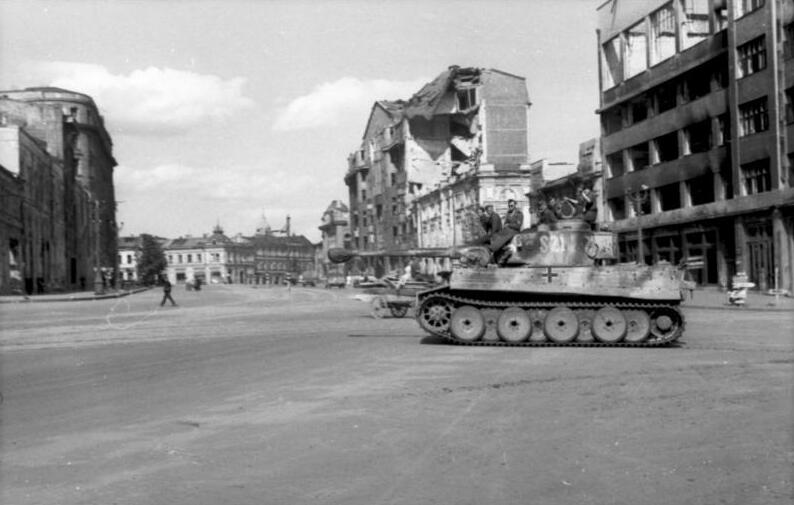
PzKpfw VI Tiger na ulicach Charkowa

W czasie bitwy zniszczeniu uległy trzy radzieckie armie oraz jeden korpus pancerny – 52 dywizje, ponad 80 tys. żołnierzy, z czego 45 219 zabitych i zaginionych. Odbudowa sił na tym odcinku przez Armię Czerwoną trwała aż do lipca 1943 roku. Straty niemieckie są trudniejsze do ustalenia, ale np. w oddziałach uderzeniowych II Korpusu Pancernego SS wyniosły ok. 44%. Nie są to jednak dokładne ustalenia strat niemieckich, gdyż jednostki SS, jako najbardziej fanatyczne, rozmieszczane były na odcinkach, gdzie spodziewano się szczególnie trudnych walk. Ogólny bilans strat niemieckich szacowany jest na ok. 10 tys. do 12 tys. straconych żołnierzy.
Po klęsce Niemców pod Stalingradem sukces von Mansteina stabilizujący sytuację na froncie należy uznać za jedno z największych osiągnięć dowódczych II wojny światowej. Wykonał on jeden z najtrudniejszych manewrów wojskowych, a następnie przypuścił zmasowany kontratak i wykorzystując miejscową przewagę pancerną (niedawno wprowadzone do jednostek bojowych ciężkie czołgi PzKpfw VI Tiger okazały się trudnymi przeciwnikami dla radzieckich T-34 co miało demoralizujący wpływ na Armię Czerwoną) i lotniczą, zadał wielkie straty dużo liczniejszemu przeciwnikowi.
Jednak pomimo wygrania bitwy, Niemcy nie mogli tak szybko jak Sowieci uzupełnić strat, a w miarę upływającego czasu przewaga w postaci żołnierzy i materiałów przechylała się coraz bardziej na stronę radziecką. Po bitwie o Charków Niemcy mogli liczyć co najwyżej na zastój na froncie, ale żeby osiągnąć coś więcej, potrzebowali kolejnego zdecydowanego zwycięstwa. Kolejna próba, pod Kurskiem, zakończyła się jednak klęską wojsk niemieckich i umożliwiła Sowietom przejęcie inicjatywy, której nie oddali już do końca wojny.